# موريس نيل
موريس نيل (بالإنجليزية: Maurice Neil)‏ هو محام بالقضاء العالي وسياسي أسترالي، ولد في 29 مايو 1944 في مانشستر في المملكة المتحدة. حزبياً، نشط في الحزب الليبرالي الأسترالي. وقد انتخب عضو مجلس النواب الأسترالي عن دائرة Division of St George ‏ (13 ديسمبر 1975 – 18 أكتوبر 1980).